# Herpyllus coahuilanus
Herpyllus coahuilanus är en spindelart som beskrevs av Willis J. Gertsch och Davis 1940. Herpyllus coahuilanus ingår i släktet Herpyllus och familjen plattbuksspindlar. Inga underarter finns listade i Catalogue of Life.